# Eisan-ji

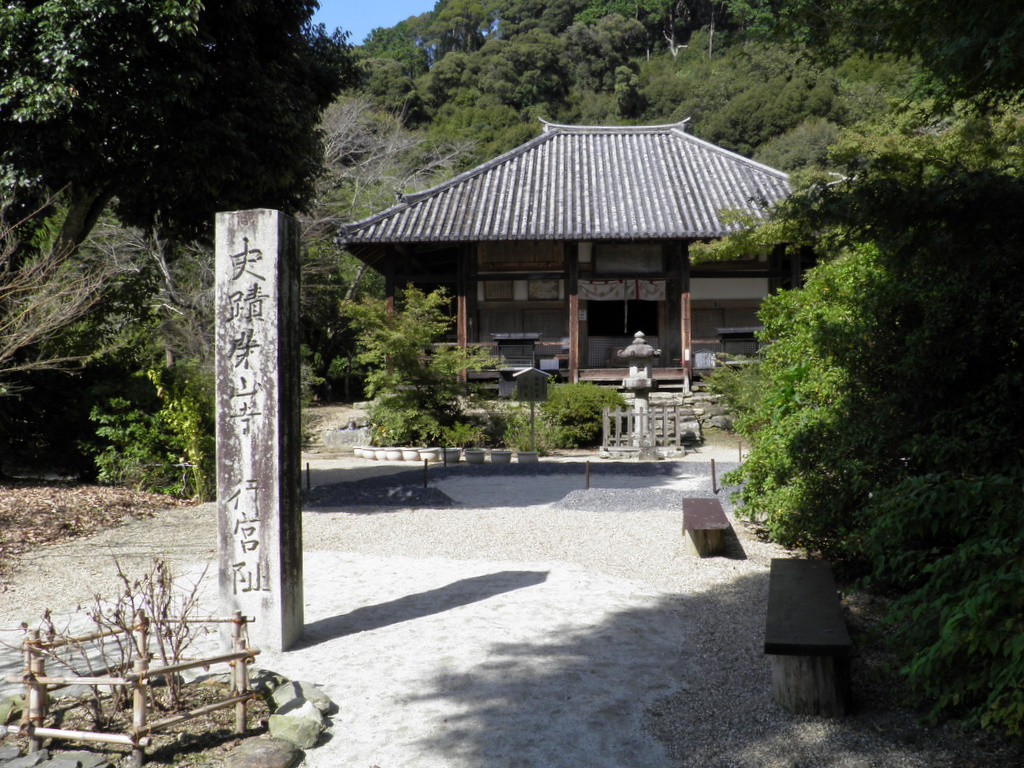
Haupthalle

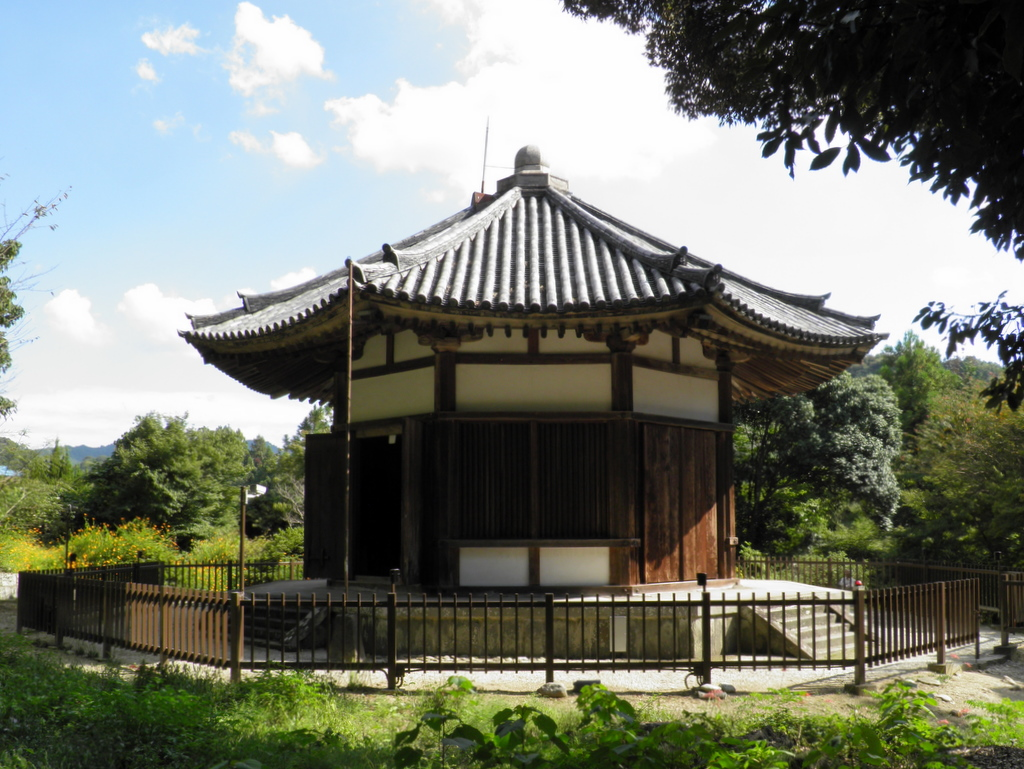
Achteckhalle

Der Eisan-ji (japanisch 栄山寺) ist ein Tempel der Shingon-Richtung des Buddhismus am Rande der Stadt Gojō (Präfektur Nara), direkt über dem Fluss Yoshino gelegen.

## Geschichte
Im Jahr 719 soll Fujiwara no Muchimaro (藤原武智麻呂; 680–737) den Tempel unter dem Namen Sakiyama-no-dera (前山寺) errichtet haben. Da der Tempel in der Heian-Zeit blühte (= 栄), soll er der Überlieferung nach schließlich seinen heutigen sinojapanischen Namen, nämlich Eisan-ji, erhalten haben. Genaue Unterlagen zur Tempelgründung gibt es nicht, aber da die Südlichen Fujiwara (藤原南家) ab der Nara-Zeit dort große Ländereien besaßen, ist die Überlieferung nicht völlig abwegig. In der Zeit der Spaltung des Kaiserhofes haben sich hier drei Kaiser aufgehalten, so dass die Reste der Residenzen am Tempel (行宮跡; Angū-seki) als Spuren der nationalen Geschichte ausgewiesen sind.

## Die Anlage
Die Haupthalle (本堂, Hondō) wird auch „Halle des Yakushi“ genannt. Sie stammt aus der späten Muromachi-Zeit. Die Hauptkultfigur, der sitzende Yakushi-Buddha, ist ein gutes Beispiel für eine Skulptur jener Zeit. Für die Allgemeinheit ist der Buddha nur für zehn Tage im Frühling und im Herbst sichtbar. Neben weiteren Figuren befindet sich dort auch die Gruppe der zwölf himmlischen Generäle. Die Steinlaterne vor der Halle stammt aus dem Jahr 1284 und ist als wichtiges Kulturgut registriert.
Das bedeutendere Bauwerk ist die Achteckhalle (八角堂, Hakkaku-dō). Sie wurde von Fujiwara no Muchimaros Sohn Nakamaro (706–764) in der Tempyō-Hōji-Zeit (757–765) errichtet und ist als Nationalschatz deklariert. Sie besitzt an vier Seiten Flügeltüren und Gitterfenster. Das mit Ziegeln gedeckte Dach ist von einer Schatzperle (宝珠, Hōju) aus Stein gekrönt. Das Innere ist ausgemalt mit Heiligen, Engeln und Pflanzen. Die ursprünglich starke Farbigkeit ist verblasst, Fotos im alten Zustand sind in der Haupthalle zu sehen.
Die Tempelglocke (梵鐘, Bonshō) ist ebenfalls Nationalschatz. Wie die Inschrift besagt, stammt sie aus dem Jahr 917. In der Inschrift kommen Sugawara no Michizane und der Hofbeamte und Gelehrte Ono no Michikaze (小野道風; 894–967) vor.
Neben der in der Muromachi-Zeit errichteten Dainichi-Halle (大日堂, -dō) steht eine aus Stein errichtete siebenstufige Pagode (七重塔, Nanajū-no-tō), die als wichtiges Kulturgut registriert ist.

## Bilder

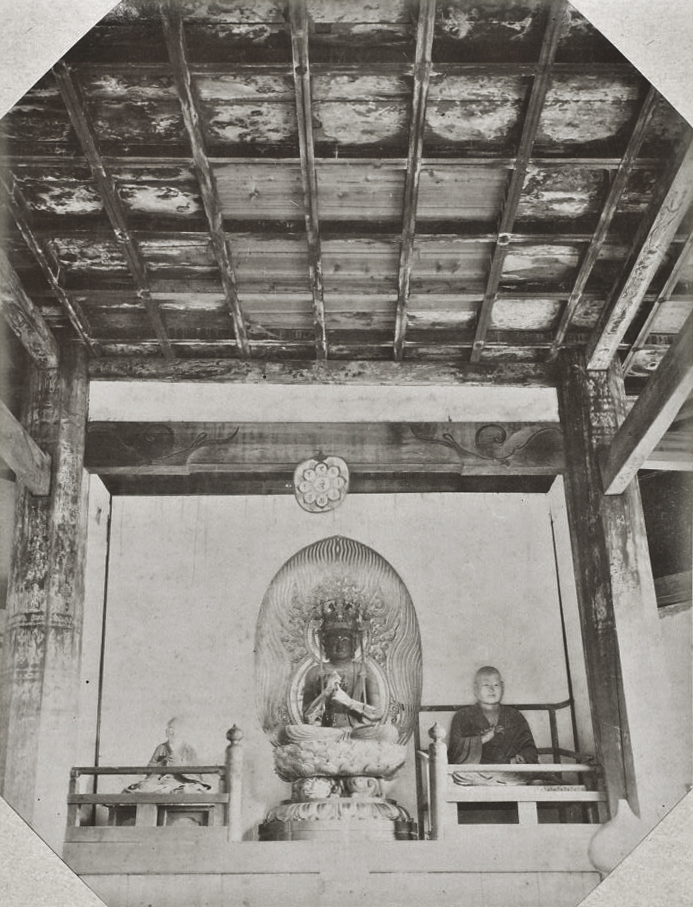
Inneres der Achteckhalle
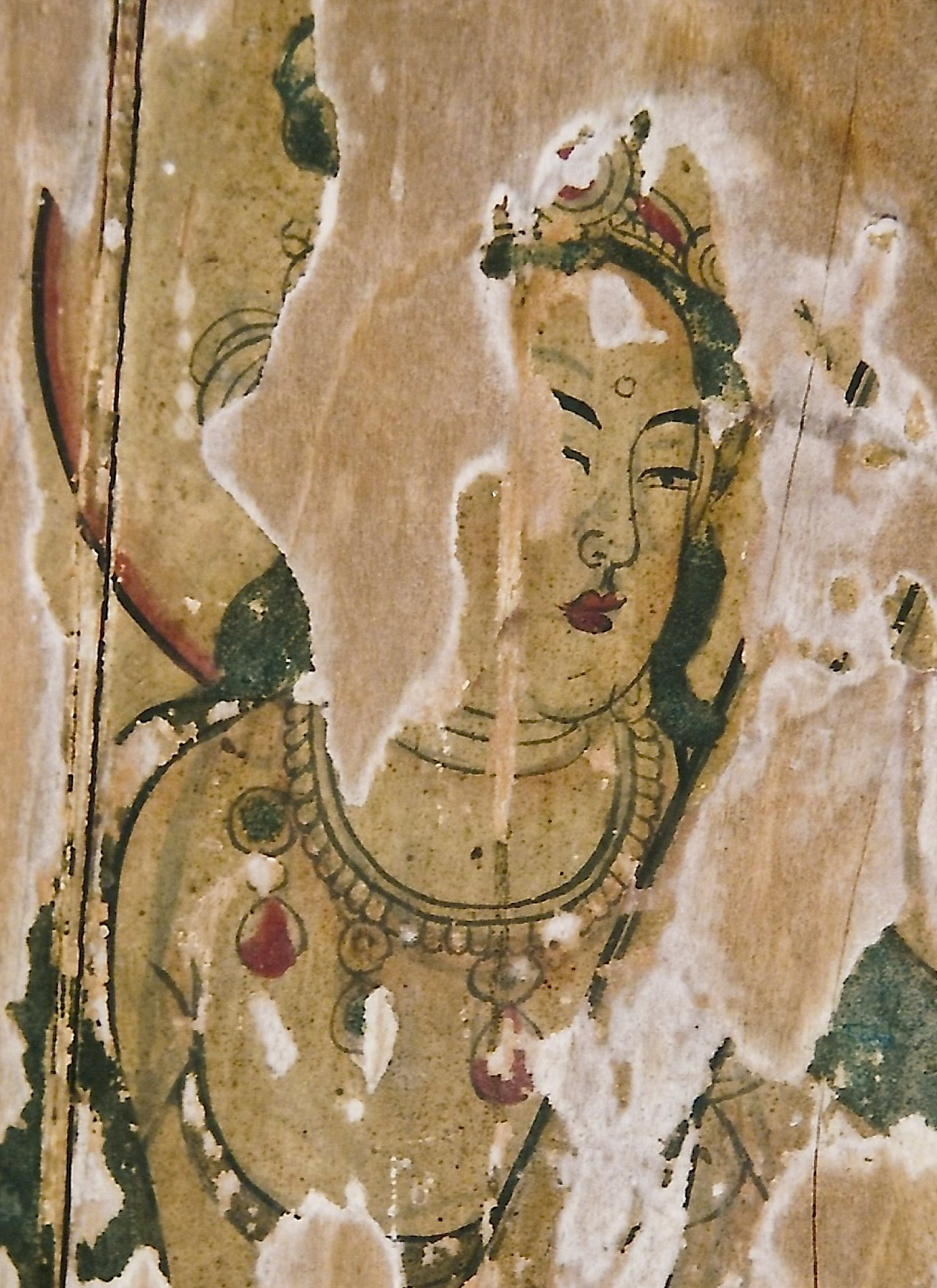
Malerei in der Achteckhalle
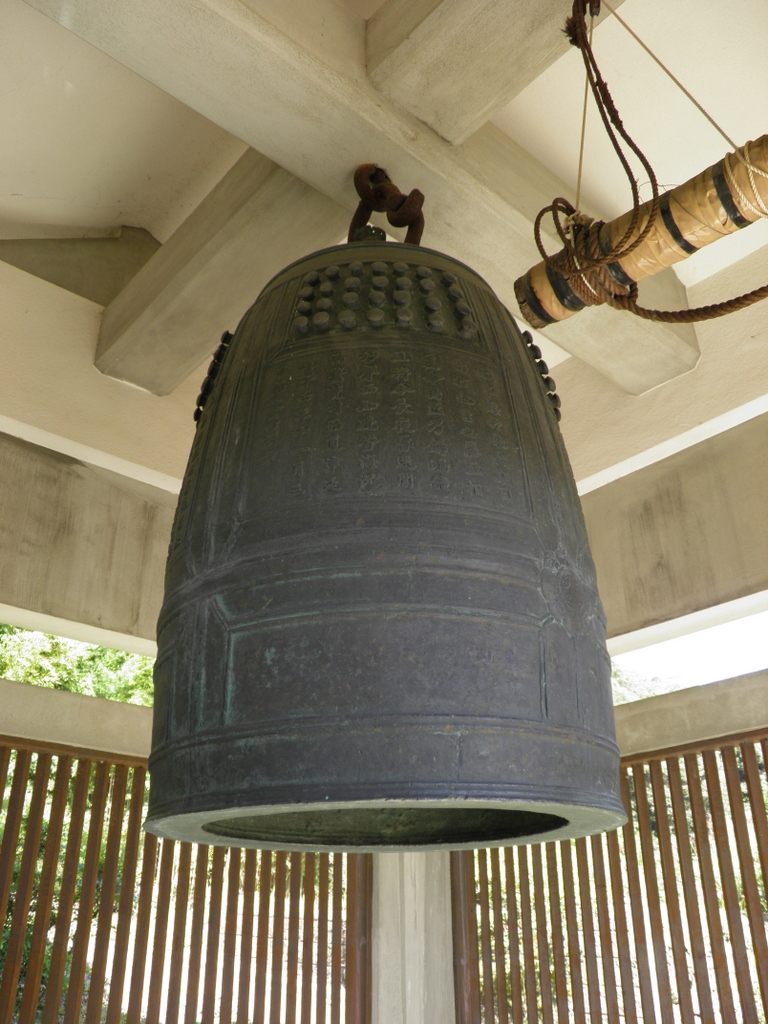
Tempelglocke